# Masalia
Masalia là một chi bướm đêm thuộc họ Noctuidae. Hiện tại nó được coi là một phân chi của Heliothis.

## Các loài tiêu biểu
- Heliothis albida (Hampson, 1905)
- Heliothis philbyi (Brandt, 1941)
- Heliothis perstriata (Brandt, 1941)

See: Heliothis